# Buciumi (Bacău)
Pour les articles homonymes, voir Buciumi.
Buciumi est une commune du județ de Bacău en Roumanie.